# ستيف هوغارث
ستيف هوغارث (بالإنجليزية: Steve Hogarth)‏ هو عازف قيثارة وكاتب أغاني وملحن ومغني بريطاني، ولد في 14 مايو 1959 في Kendal ‏ في المملكة المتحدة.

## وصلات خارجية
- الموقع الرسمي
- ستيف هوغارث على موقع IMDb (الإنجليزية)
- ستيف هوغارث على موقع ميوزك برينز (الإنجليزية)
- ستيف هوغارث على موقع ديسكوغز (الإنجليزية)
- ستيف هوغارث على موقع قاعدة بيانات الفيلم (الإنجليزية)